# フリータイム
フリータイム（Free Time）とは、コンテナ輸送形態をとる貿易取引において、揚港におけるコンテナヤード等で荷主または荷受人がコンテナを無料で借りておくことが出来る期間のこと。港・国によってはDemurrage（デマレージ）とDetention（ディテンション）を厳密に区別せず、本船到着後から空コンテナ返却までの期間を総括して呼ぶ場合もある。

## Demurrage（デマレージ・DEM）
コンテナ輸送の揚げ地において、コンテナヤードにFree Timeを超過してコンテナを保管した場合に発生する懲罰的保管料のこと。また用船で貨物輸送する際に、取り決めた積み・揚げの碇泊日数を過ぎて荷役を行った際に支払う滞船料のことも言う。早期搬出を促すため、一定期間を過ぎると保管料が値上がりしていく。
逆に早くコンテナを引き取った、早く用船の荷役を終えた場合、早出料（Despatch）を船会社から受け取ることが出来る制度を設けている所もある。

## Detention（ディテンション・DET）
コンテナヤードからコンテナを引き取り、Free Timeの期間内に返却しなかった場合の課徴金。
早期返却を促すため、一定期間を過ぎると値上がりしていく。但し、港・国によっては、本船到着日からカウントし、空コンテナを返却するまでの期間を指す場合もある。
例えば、中国本土各港（香港を除く）では、本船到着日からのカウントとなるが、香港ではコンテナを引取ってから返却するまでを指す。

## 前搬入
積み地において、CYへのコンテナ搬入開始可能日（CY Open）よりも前にコンテナを搬入すること。